# Saint-Jean-d’Angély
Saint-Jean-d’Angély – miejscowość i gmina we Francji, w regionie Nowa Akwitania, w departamencie Charente-Maritime.
Według danych na rok 1990 gminę zamieszkiwało 8 060 osób, a gęstość zaludnienia wynosiła 429 osób/km² (wśród 1467 gmin regionu Poitou-Charentes Saint-Jean-d’Angély plasuje się na 15. miejscu pod względem liczby ludności, natomiast pod względem powierzchni na miejscu 442.).